# Ratkovac (Lajkovac)
Pour les articles homonymes, voir Ratkovac.
Ratkovac (en serbe cyrillique : Ратковац) est un village de Serbie situé dans la municipalité de Lajkovac, district de Kolubara. Au recensement de 2011, il comptait 314 habitants.

## Géographie

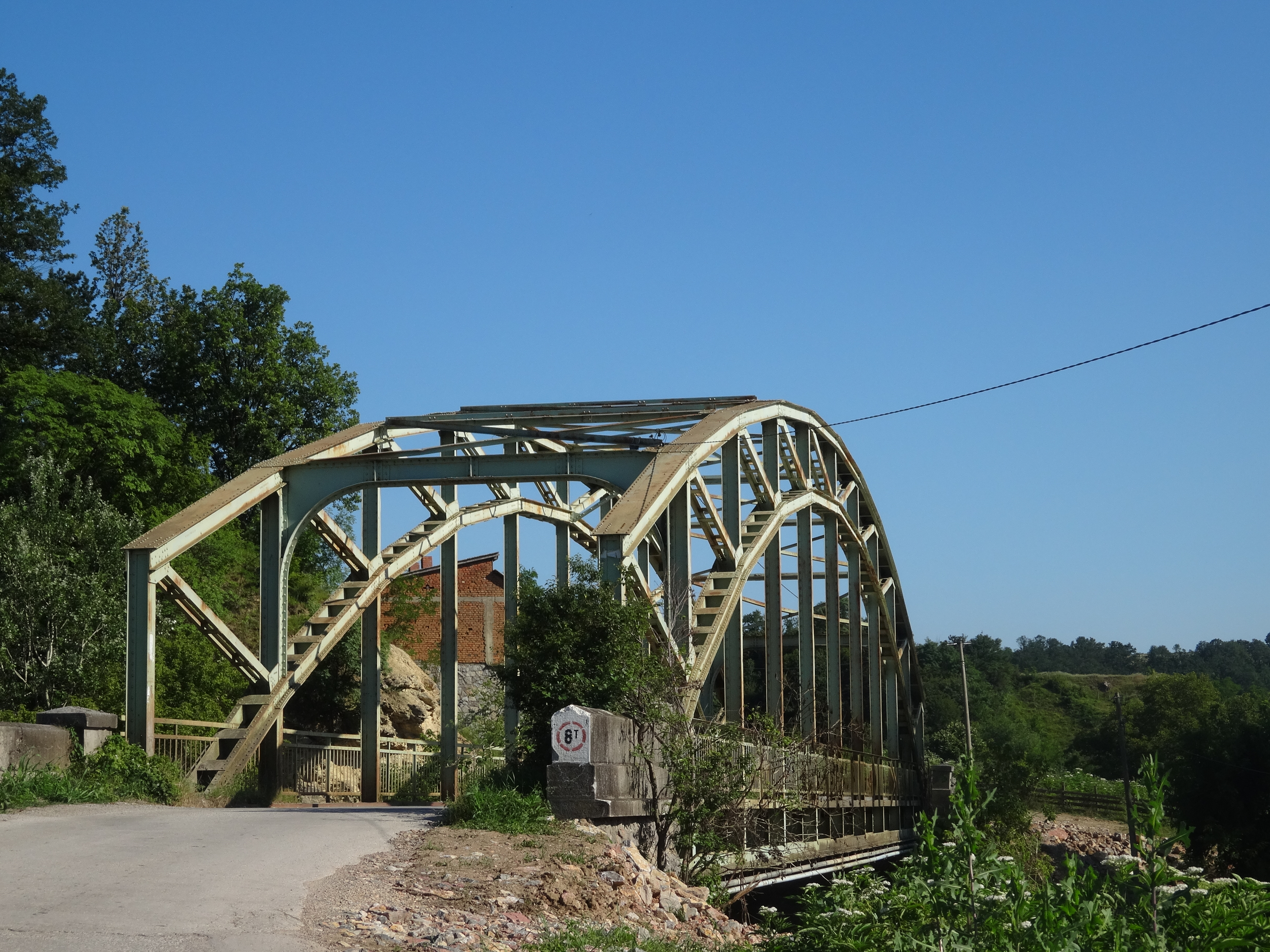
Pont sur la Kolubara à Ratkovac

## Photographies

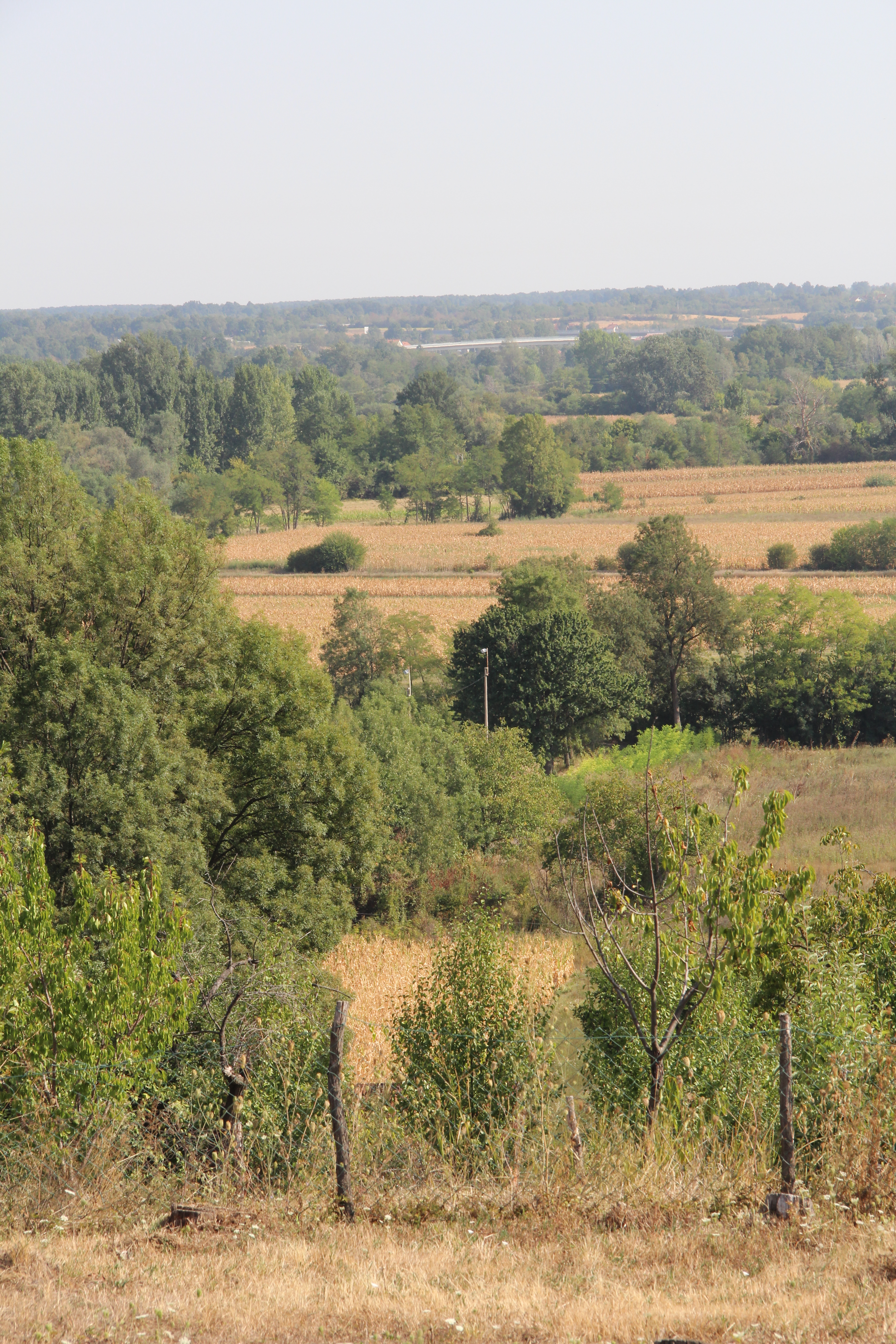
Ratkovac - Panorama
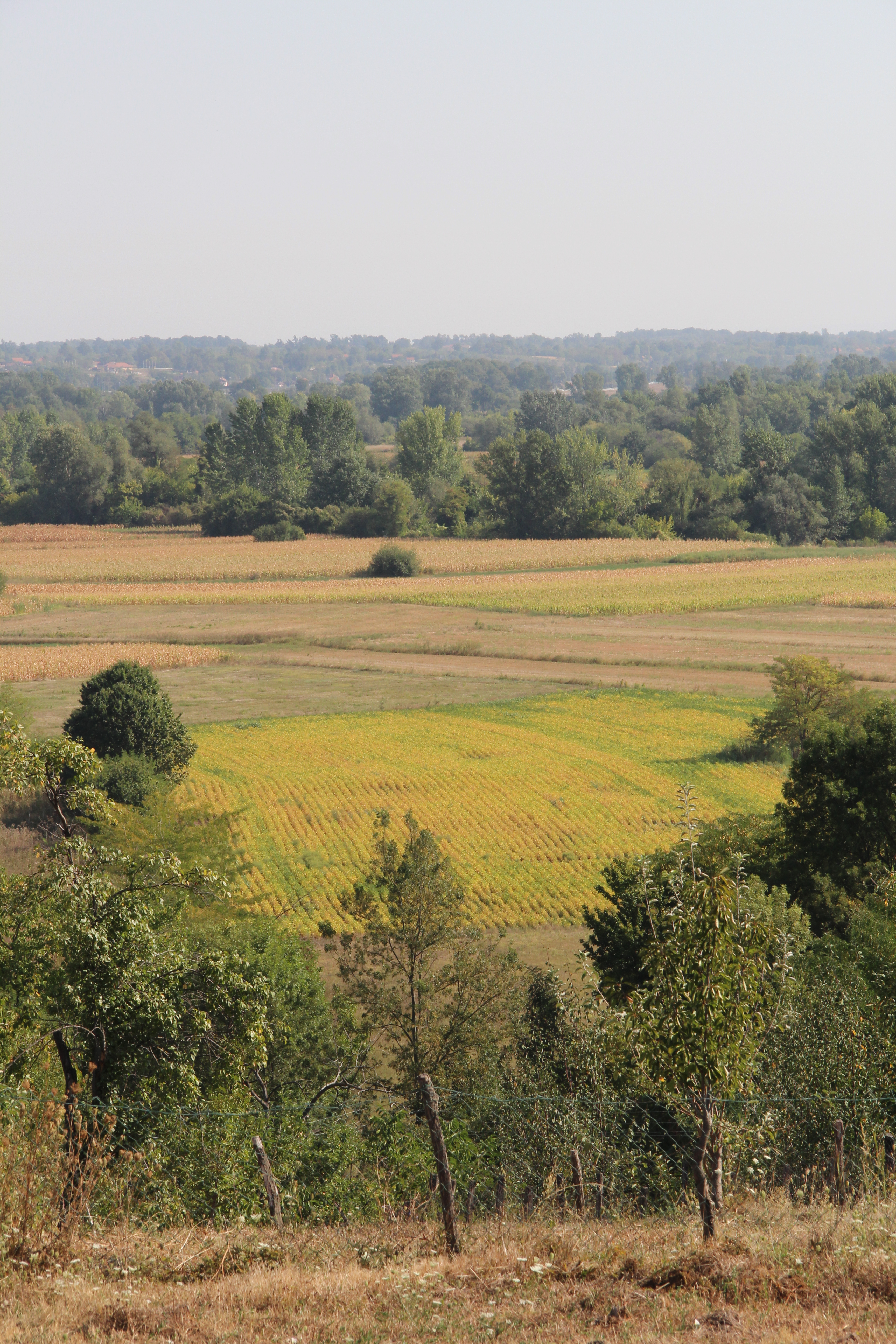
Ratkovac - Panorama
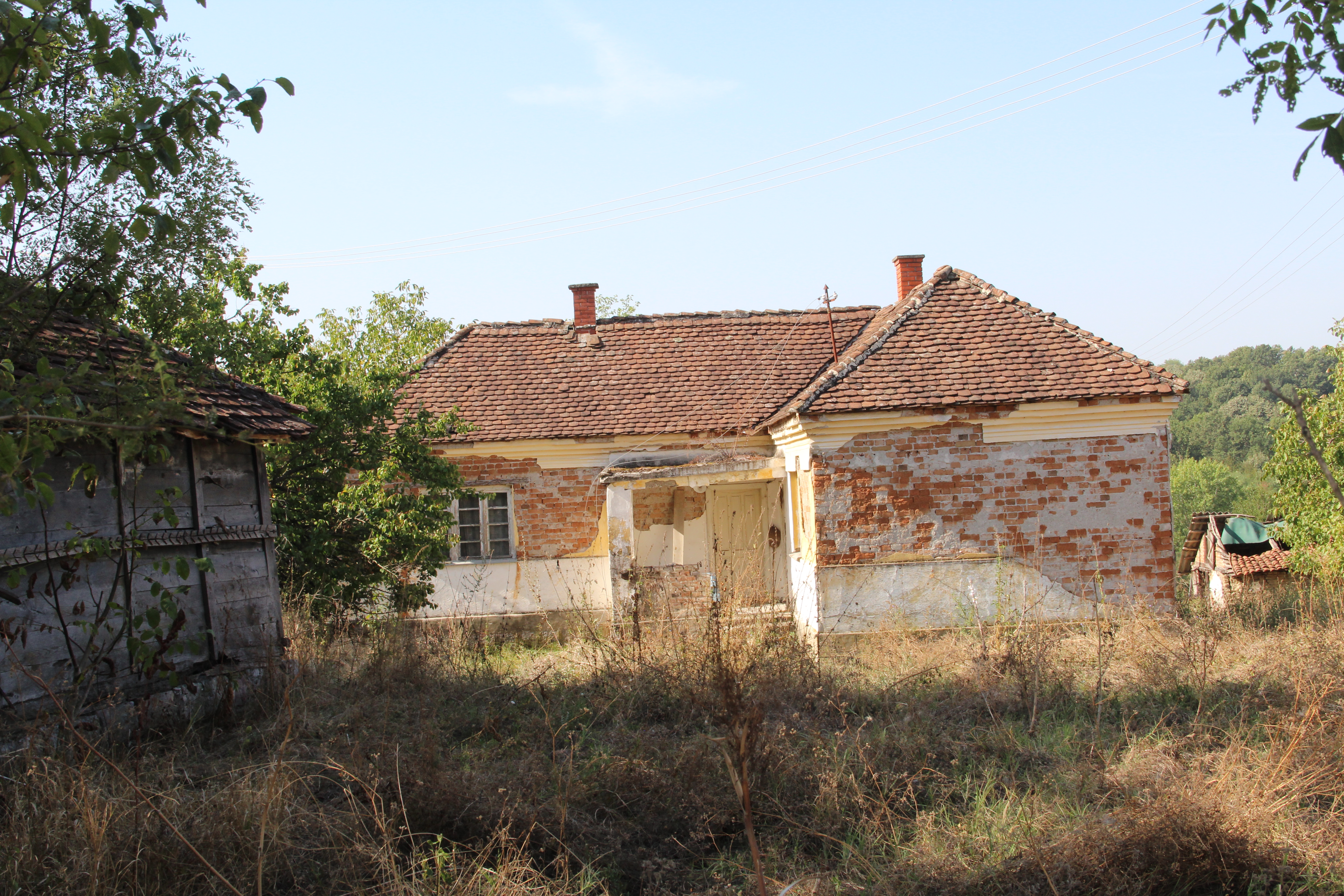
Ratkovac - Panorama
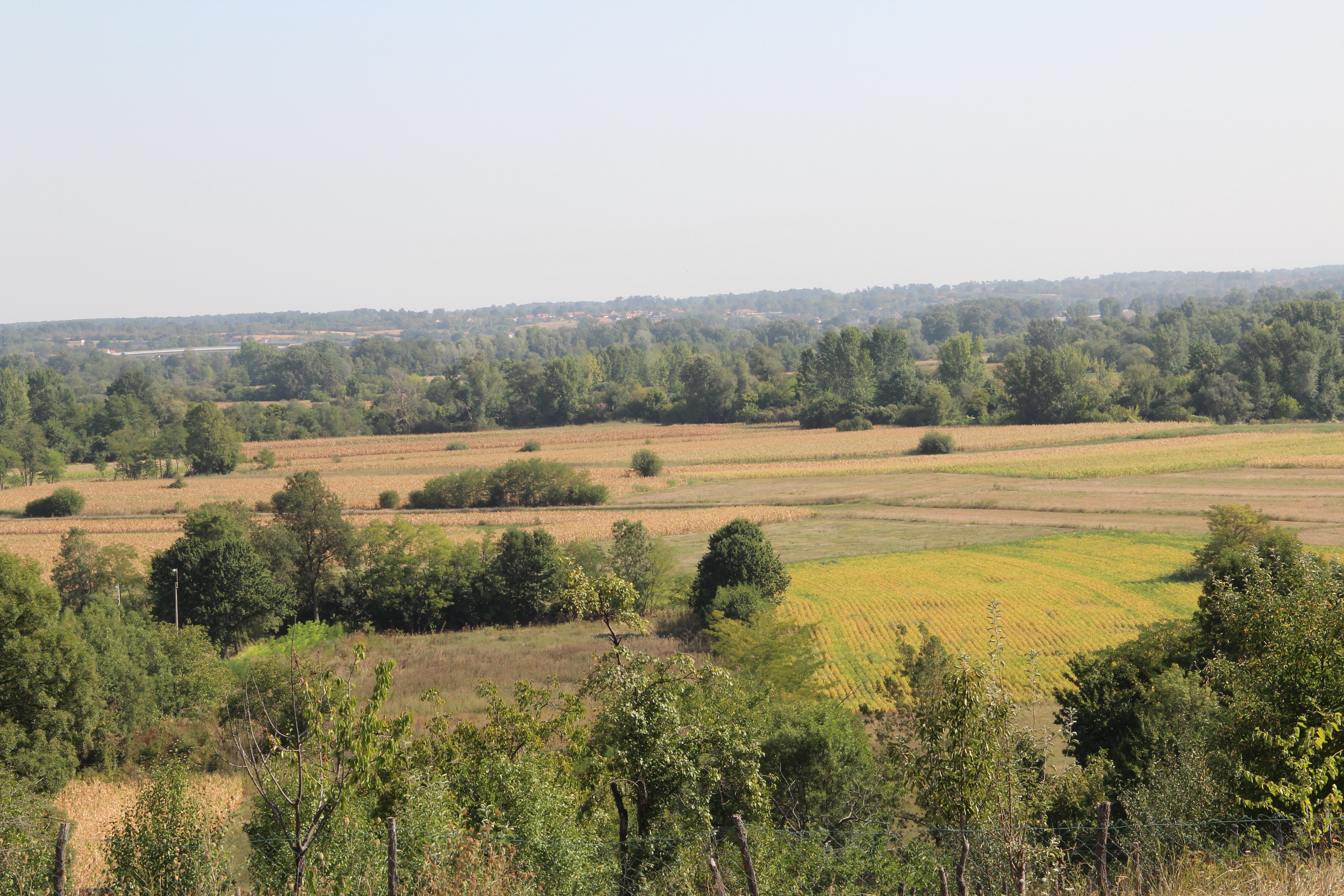
Ratkovac - Panorama
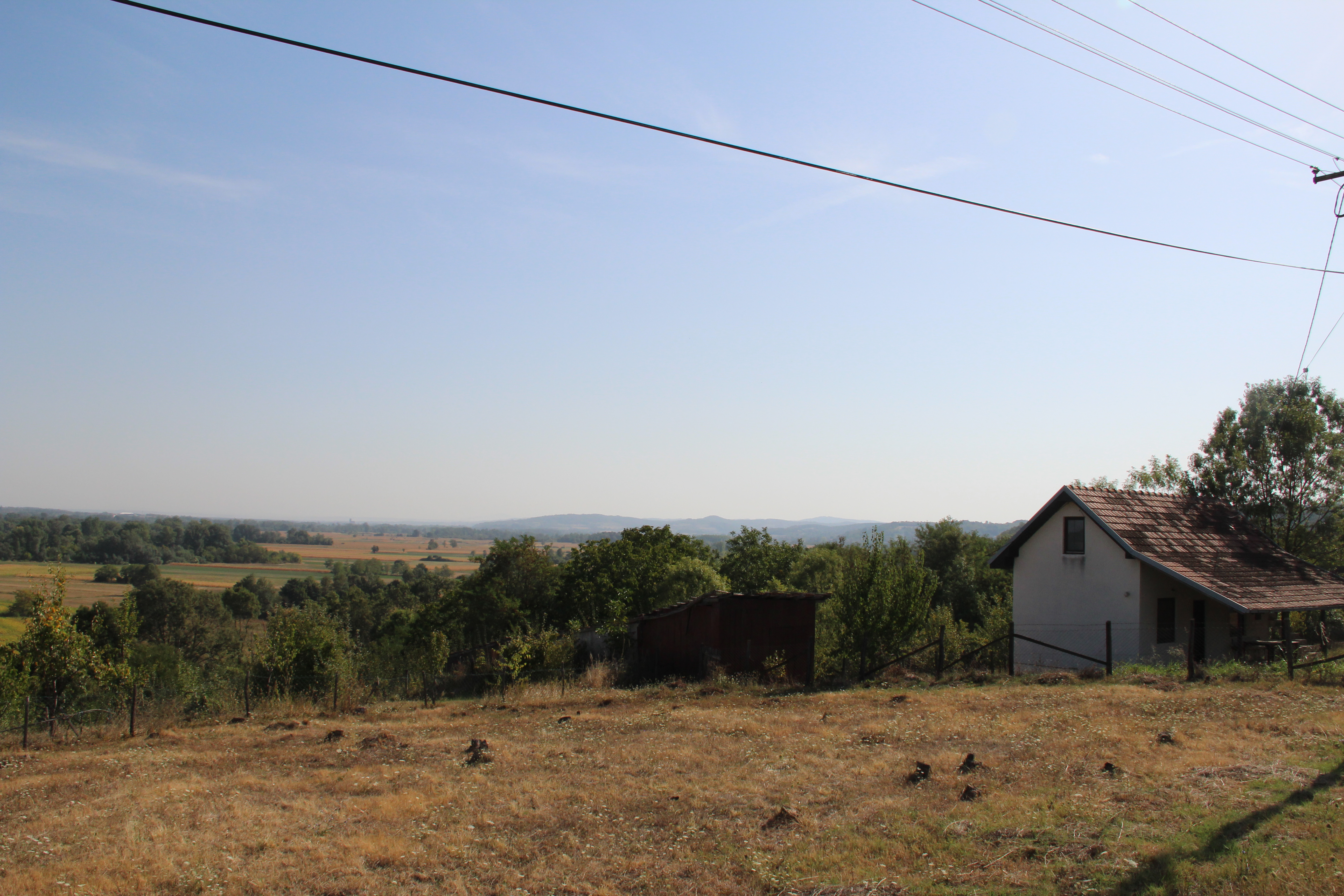
Ratkovac - Panorama
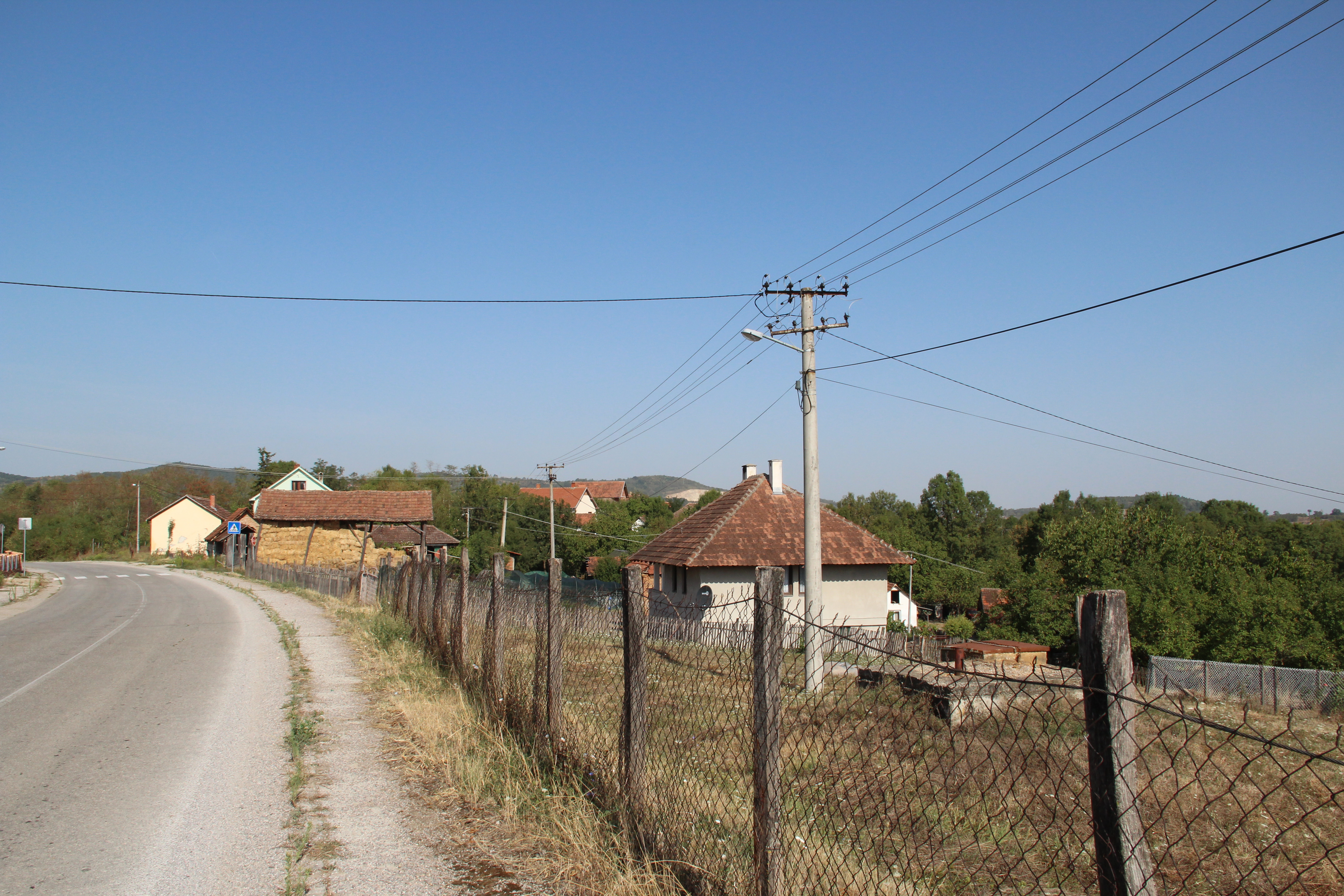
Ratkovac - Panorama

## Démographie
| 1948 | 1953 | 1961 | 1971 | 1981 | 1991 | 2002 | 2011 |
| ---- | ---- | ---- | ---- | ---- | ---- | ---- | ---- |
| 647  | 644  | 581  | 504  | 471  | 396  | 378  | 314  |

|  |